# 马卡里奇农村居民点
马卡里奇农村居民点（俄语：Макаричское сельское поселение）是俄罗斯联邦布良斯克州红戈拉区所属的一个农村居民点。其下辖有6个居民点，行政中心为马卡里奇。据2015年统计，该农村居民点的人口为942人。